# Teatro de Drottningholm
El teatro del palacio de Drottningholm (en sueco: Drottningholms slottsteater) es un teatro de ópera sueco construido en el palacio real de Drottningholm en Estocolmo.
Es una de las joyas teatrales del mundo donde se realiza el festival de ópera homónimo en verano, con preferencia de óperas barrocas y de Haydn, Händel, Gluck y Mozart, con énfasis en representaciones informadas históricamente o del periodo. 
La sala para 400 espectadores fue diseñada en estilo barroco en 1664-1703 por los arquitectos Nicodemus Tessin el Joven y Nicodemus Tessin el Viejo, inaugurándose en 1766. 

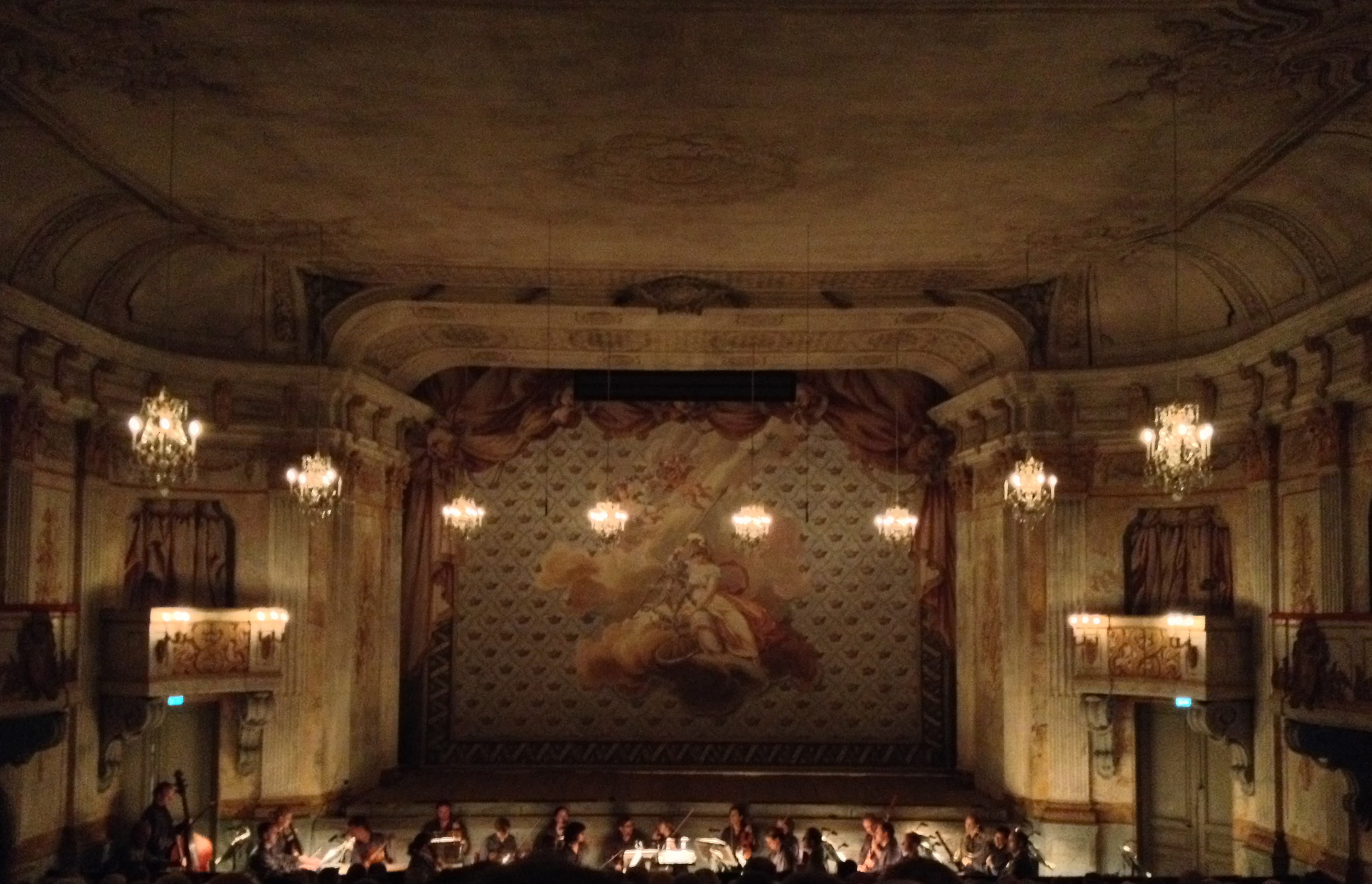
Drottningholms slottsteater

La maquinaria escénica (con simuladores de olas y tormentas) del italiano Donato Stopani continúa funcionando hasta nuestros días.
Después del asesinato del rey Gustavo III en 1792, el teatro fue cerrado y olvidado (este acontecimiento es el argumento de la ópera Un ballo in maschera de Verdi).
En 1920 fue recuperado, provisto de energía eléctrica, y las temporadas se reanudaron. Entre los más recientes directores se cuentan Arnold Östman (1980-1992), Elisabeth Söderström (1993-1996), Per-Erik Öhrn, Nicholas McGegan y Mark Tatlow. 
Partes de la película La flauta mágica de Ingmar Bergman sobre la ópera de Mozart fueron rodadas en el teatro en 1975.
En 1991 pasó a formar parte del Patrimonio de la Humanidad dentro de la denominación Real dominio de Drottningholm de la Unesco.